# Tysklands damlandslag i fotboll
Tysklands damlandslag i fotboll (tyska: Deutsche Fußballnationalmannschaft der Frauen) representerar Förbundsrepubliken Tyskland (kallat Västtyskland före Tysklands återförening den 3 oktober 1990) i fotboll på damsidan och tillhör sedan slutet av 1980-talet Europa-eliten och har i början av 2000-talet även etablerat sig som ett av världens bästa landslag i fotboll för damer.

## Historia

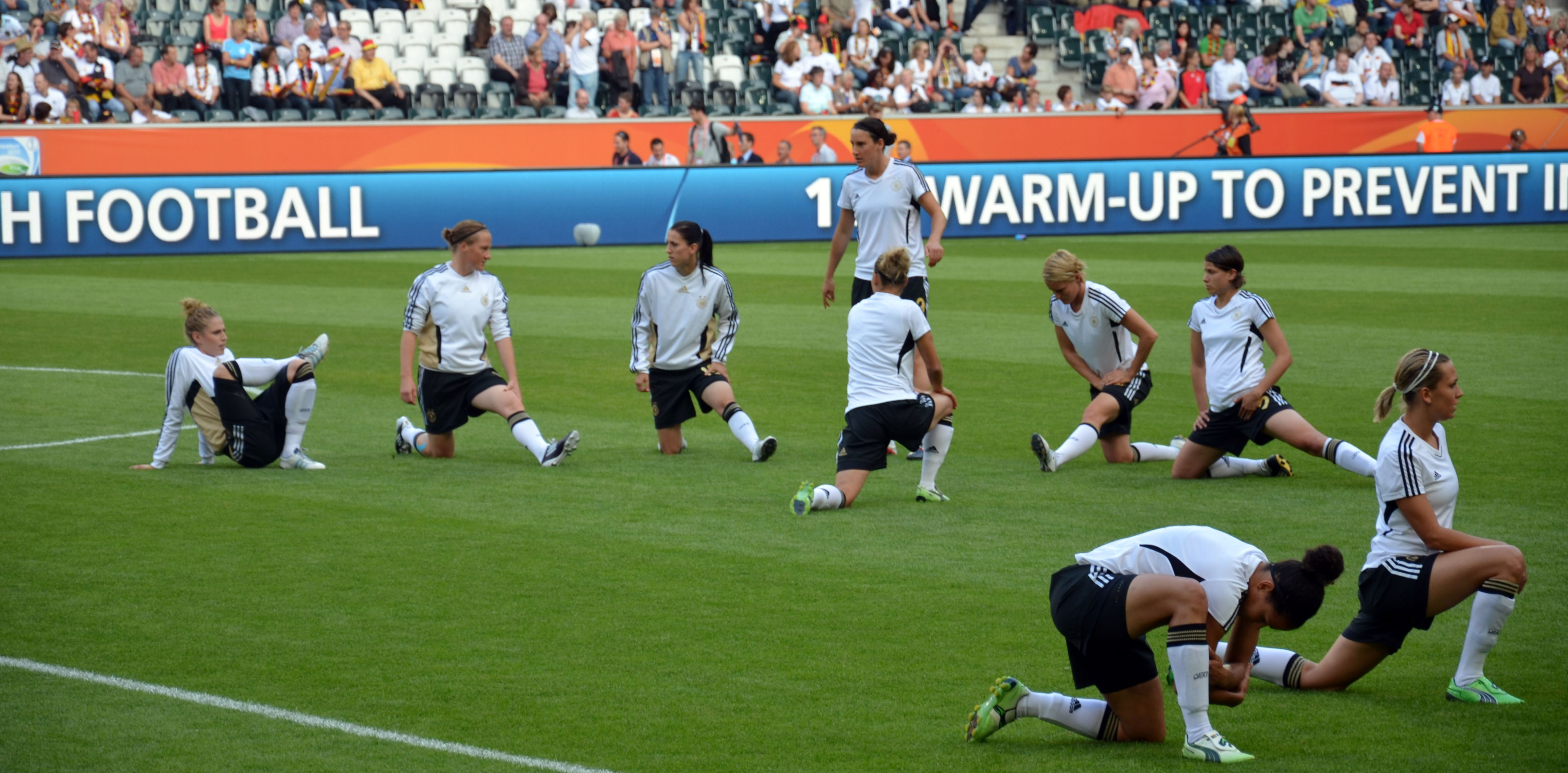
Tyska landslaget värmer upp inför match mot Frankrike i VM 2011...

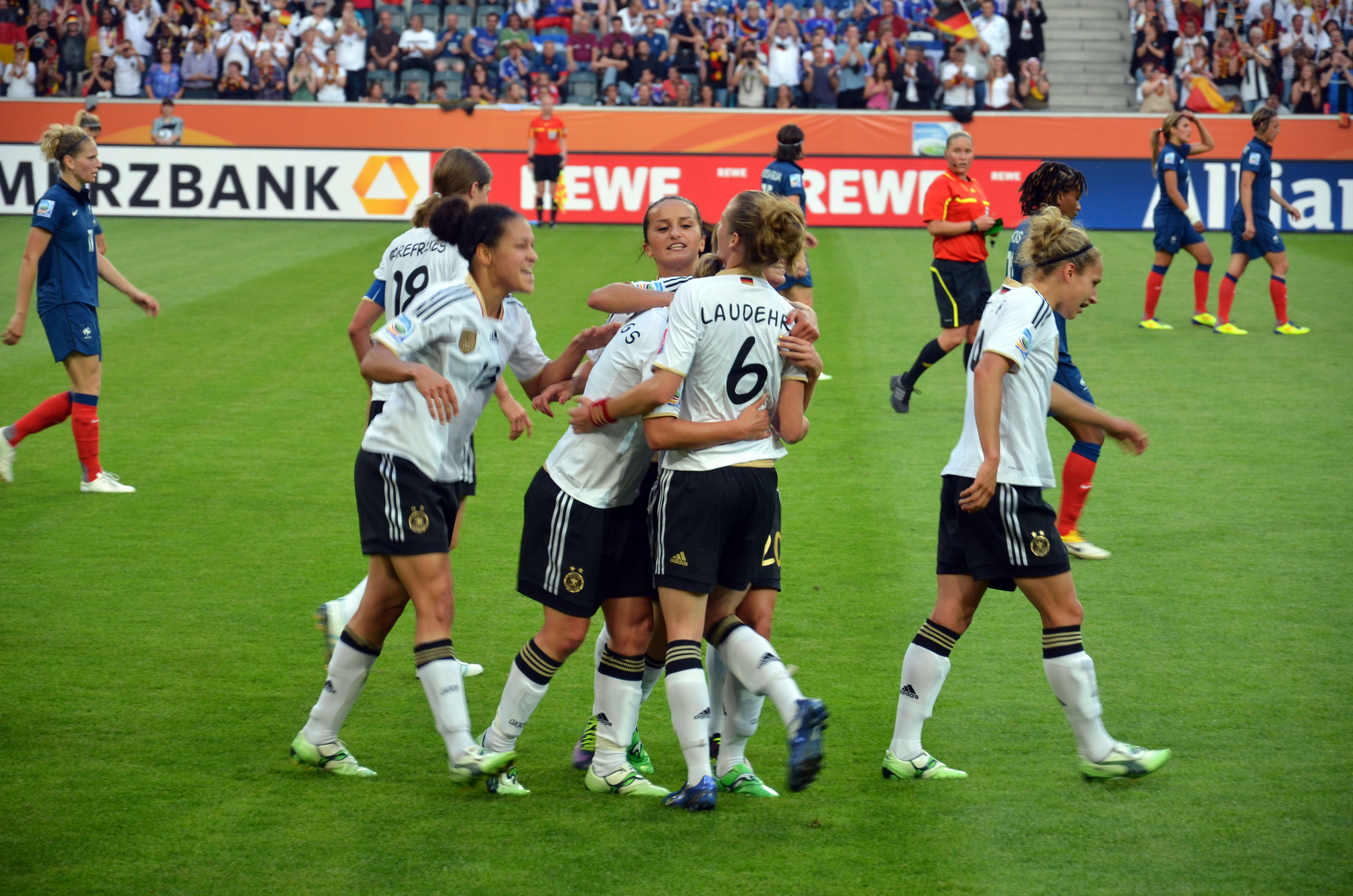
...och firar efter ett mål i densamma.

Under 1970-talet började kvinnor på allvar spela fotboll i organiserad form i dåvarande Västtyskland och 1982 spelade Västtyskland sin första damlandskamp i fotboll. Västtyskland spelade mot Schweiz och vann med 5–1. Historisk första målskytt blev Kresimon. Enbart USA har plusstatistik mot Tyskland. Dock har bara 7 landskamper av 32 mot USA spelats i Tyskland. Sverige vann de 3 första landskamperna mot Tyskland men därefter vann Tyskland hela 16 matcher mot Sverige före VM 2019 där Tyskland förlorade i kvartsfinalen mot Sverige efter kvittering till 1–1 av Sofia Jakobsson och senare ett avgörande ledningsmål av Stina Blackstenius.
1989 följde den första stora titeln då Västtysklands fotbollsdamer blev Europamästare för första gången.
Vid VM 2003 i USA blev det tyska damlandslaget för första gången världsmästare. 2006 vann Tyskland för första gången Algarve Cup. Vid följande VM 2007 i Kina blev Tyskland världsmästare på nytt efter att ha finalbesegrat Brasilien med 2–0 efter bland annat räddad straffspark av Marta då Cristiane fälldes i straffområdet, vilket också var första gången någonsin ett landslag vann två VM-titlar i rad. 2016 blev Tyskland för första gången olympiska mästare i fotboll i Rio de Janeiro efter seger mot Sverige med 2–1 (efter bland annat ett självmål av Linda Sembrant vid tysk frispark nära svenskt mål), efter att tidigare ha vunnit tre OS-brons i rad 2000, 2004 och 2008.

## Förbundskaptener
- Gero Bisanz 1982–1996
- Tina Theune 1996–2005
- Silvia Neid 2005–2016
- Steffi Jones 2016–2018
- Horst Hrubesch 2018 (tillfällig)
- Martina Voss-Tecklenburg 2019–2023
- Horst Hrubesch 2024 (tillfällig)
- Christian Wück 2024–

## Profiler
- Birgit Prinz
- Renate Lingor
- Sandra Smisek

## Laguppställning
Följande spelare ingår i spelartruppen i VM 2023 som spelas i Australien och Nya Zeeland.
- Matcher och mål är uppdaterade per den 19 juli 2023.

| Nr | Pos. | Namn              | Födelsedatum (ålder)     | Matcher | Mål |           | Klubb               |
| -- | ---- | ----------------- | ------------------------ | ------- | --- | --------- | ------------------- |
| 1  | MV   | Merle Frohms      | 28 januari 1995 (28 år)  | 40      | 0   | Tyskland  | VfL Wolfsburg       |
| 2  | MF   | Chanta Hagel      | 20 juli 1998 (25 år)     | 10      | 0   | Tyskland  | 1899 Hoffenheim     |
| 3  | F    | Kathrin Hendrich  | 6 april 1992 (31 år)     | 58      | 5   | Tyskland  | VfL Wolfsburg       |
| 4  | F    | Sophia Kleinherne | 12 april 2000 (23 år)    | 27      | 1   | Tyskland  | Eintracht Frankfurt |
| 5  | F    | Marina Hegering   | 17 april 1990 (33 år)    | 29      | 3   | Tyskland  | Bayern München      |
| 6  | MF   | Lena Oberdorf     | 19 december 2001 (21 år) | 38      | 3   | Tyskland  | VfL Wolfsburg       |
| 7  | A    | Lea Schüller      | 12 november 1997 (25 år) | 47      | 31  | Tyskland  | Bayern München      |
| 8  | MF   | Sydney Lohmann    | 19 juni 2000 (23 år)     | 22      | 4   | Tyskland  | Bayern München      |
| 9  | A    | Svenja Huth       | 25 januari 1991 (32 år)  | 80      | 14  | Tyskland  | VfL Wolfsburg       |
| 10 | A    | Laura Freigang    | 1 februari 1998 (25 år)  | 20      | 12  | Tyskland  | Eintracht Frankfurt |
| 11 | A    | Alexandra Popp    | 6 april 1991 (32 år)     | 128     | 62  | Tyskland  | VfL Wolfsburg       |
| 12 | MV   | Ann-Katrin Berger | 9 oktober 1990 (32 år)   | 6       | 0   | England   | Chelsea             |
| 13 | MF   | Sara Däbritz      | 15 februari 1995 (28 år) | 97      | 17  | Frankrike | Lyon                |
| 14 | MF   | Lena Lattwein     | 2 maj 2000 (23 år)       | 29      | 1   | Tyskland  | VfL Wolfsburg       |
| 15 | F    | Sjoeke Nüsken     | 22 januari 2001 (22 år)  | 17      | 2   | Tyskland  | Eintracht Frankfurt |
| 16 | A    | Nicole Anyomi     | 10 februari 2000 (23 år) | 16      | 1   | Tyskland  | Eintracht Frankfurt |
| 17 | F    | Felicitas Rauch   | 30 april 1996 (27 år)    | 33      | 4   | Tyskland  | VfL Wolfsburg       |
| 18 | MF   | Melanie Leupolz   | 14 april 1994 (29 år)    | 78      | 13  | England   | Chelsea             |
| 19 | A    | Klara Bühl        | 7 december 2000 (22 år)  | 35      | 14  | Tyskland  | Bayern München      |
| 20 | MF   | Lina Magull       | 15 augusti 1994 (28 år)  | 72      | 22  | Tyskland  | Bayern München      |
| 21 | MV   | Stina Johannes    | 23 januari 2000 (23 år)  | 0       | 0   | Tyskland  | Eintracht Frankfurt |
| 22 | MF   | Jule Brand        | 16 oktober 2002 (20 år)  | 32      | 7   | Tyskland  | VfL Wolfsburg       |
| 23 | F    | Sara Doorsoun     | 17 november 1991 (31 år) | 45      | 1   | Tyskland  | Eintracht Frankfurt |